# اندیس محمود شاه
محمود شاه یک اندیس مصالح ساختمانی است که در حوالی شهر راشه استان اصفهان قرار دارد و مادهٔ معدنی موجود در آن، سنگ تزئینی است.